# Enrique de Upsala
Enrique de Upsala (pyhä Henrik o piispa Henrik en finlandés, Biskop Henrik o Sankt Henrik en sueco, Henricus en latín) fue un legendario clérigo inglés. Habiendo conquistado Finlandia juntamente con el rey Erico el Santo de Suecia y muriendo como un mártir, presuntamente el 20 de enero de 1150 o 1156. El resto de lo que se ha dicho de Enrique solo son historias legendarias.

## Culto
Aunque Enrique no ha sido oficialmente canonizado, ha sido reconocido santo por la Iglesia católica desde mucho antes del actual proceso de canonización. Aún en tiempos recientes se le sigue llamando santo y apóstol de Finlandia. Su fiesta tradicionalmente se ha celebrado el 19 de enero. Se convirtió en una figura preeminente de la iglesia católica de Finlandia, a él está dedicada la catedral católica de Helsinki, consagrada en 1860. Fuera de Finlandia su culto se propagó solo al norte de Alemania y a algunas regiones de Suecia. Luego de la división de la Iglesia como consecuencia de la Reforma protestante, su fiesta se conservó en los calendarios anglicano y luterano. La catedral de la Iglesia Evangélica de Finlandia está intitulada a la Virgen María y San Enrique.
El papa Juan Pablo II en su mensaje a los obispos católico, luterano y ortodoxo de Finlandia, les recordó la memoria de san Enrique como uno de los elementos que unen a sus iglesias, por haber sido este el primer obispo de Finlandia.

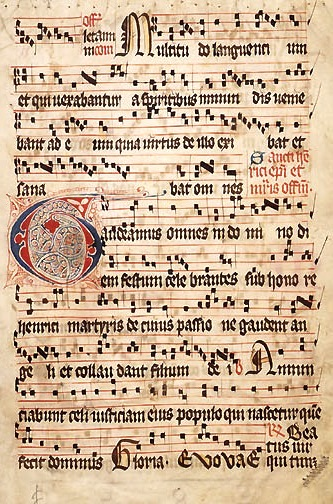
El Intróito Gaudeamus omnes en neumas de (Graduale Aboense).